# Ophiodromus spinosus
Ophiodromus spinosus är en ringmaskart som först beskrevs av Ehlers 1908.  Ophiodromus spinosus ingår i släktet Ophiodromus och familjen Hesionidae. Inga underarter finns listade i Catalogue of Life.